# 제2회 광화문국제단편영화제
제2회 광화문국제단편영화제는 2004년 12월 13일에 열린 시상식이다.

## 수상 및 후보

### 대상
- 엑조티코어 - 니콜라스 프로보스트 수상
- 잘돼가?무엇이든 - 이경미 수상

### 심사위원 특별상
- 고요한 마니석 - 페마 체덴 수상

### 감독상
- 망각 - 릴자 잉골프스도티르 수상

### 아시아나고객인기상
- 견제부자 - 홍성혁 수상

### 애니멘터리상
- 당신을 초대하고 싶습니다 - 김아영 수상

### 100초트레일러상
- 로즈의 마지막 기차 - 멜리나 핸더슨 수상

### 크링상
- 크레이븐 타이거 - 아모스리 & 플로런스헝 수상